# Laurence Pithie
Laurence Pithie, né le 17 juillet 2002 à Christchurch, est un coureur cycliste néo-zélandais, professionnel depuis 2021.

## Biographie

### Jeunesse et formation
Laurence Pithie pratique durant son adolescence la course à pied. Il commence le cyclisme en 2015 et se focalise sur cette discipline à partir de la fin de l'année 2016. Initialement concentré sur le cyclisme sur piste, il obtient deux titres mondiaux juniors en 2019 sur l'omnium et la course à l'américaine.

### Carrière professionnelle

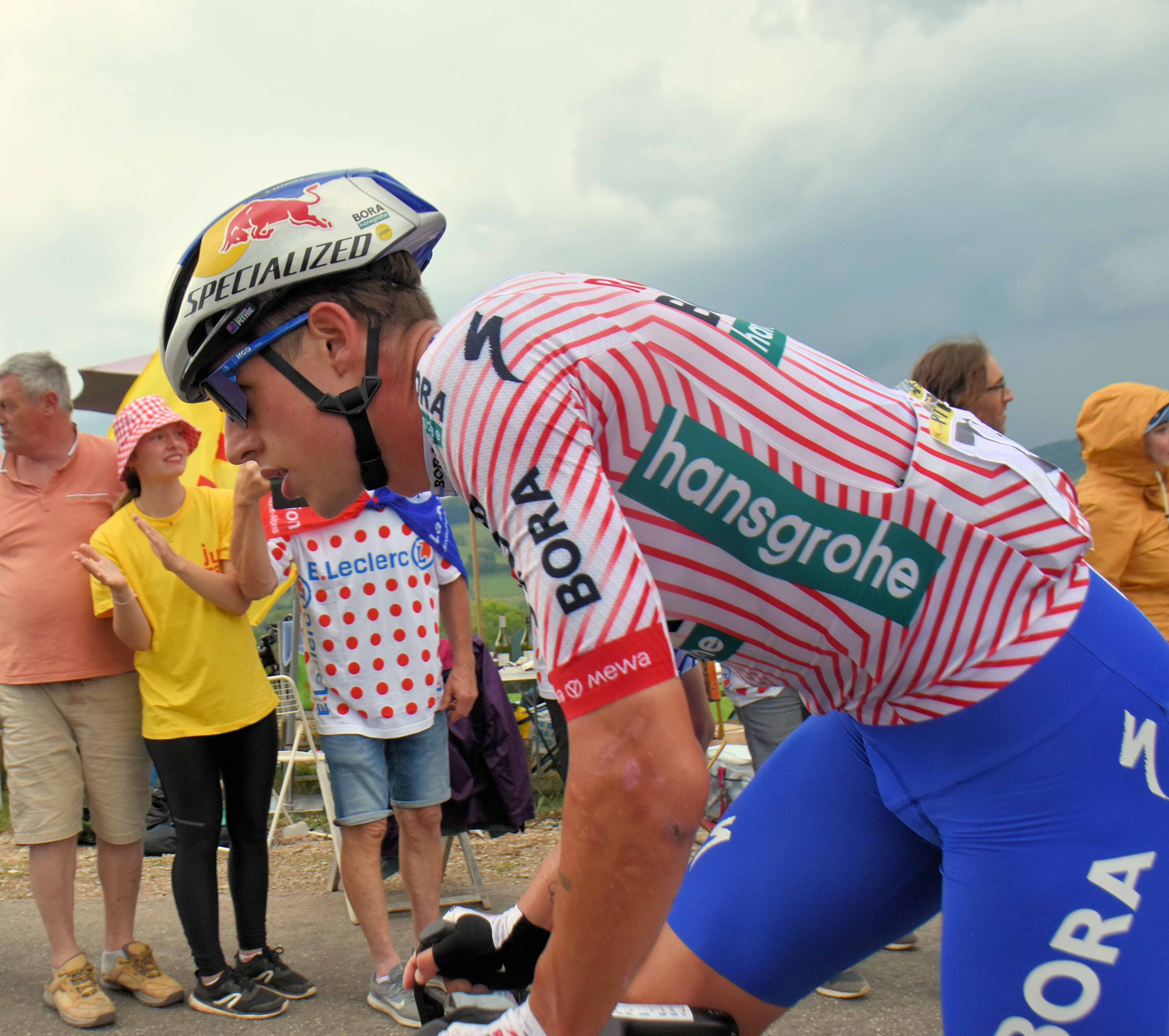
Laurence Pithie sur le Tour de France 2025

#### 2021-2022: débuts dans la continentale de la FDJ
Pithie, par l'intermédiaire de son agent Manuel Quinziato, est recruté pour 2021 par l'équipe continentale Groupama-FDJ,. Lors du Circuit de Wallonie, course de l'UCI Europe Tour 2021 (1.1), il termine troisième du sprint d'arrivée, devancé par Christophe Laporte et Marc Sarreau, obtenant ainsi son premier podium sur une course de ce niveau. Deuxième en août de chacune des trois étapes du Baltic Chain Tour, il en remporte le classement général grâce aux bonifications obtenues chaque jour. En 2022, après un début de saison en Nouvelle-Zélande, il remporte en mars avec son équipe la troisième étape du Tour de Normandie. Deux jours plus tard, il est contraint à l'abandon à la suite d'une chute qui lui cause une fracture à une clavicule. Il s'impose en juillet lors du Grand Prix de la ville de Pérenchies devant son coéquipier Rait Ärm.

#### 2023: première saison dans la World Tour
Pithie rejoint en 2023 l'équipe première Groupama-FDJ, membre du World Tour. Il entame sa saison par une tournée dans l'Océanie, à commencer par la Schwalbe Classic, où il accompagne Paul Penhoët, puis par le Tour Down Under, première course par étapes World Tour à laquelle il participe, sans résultats marquants.
Il enchaîne ensuite sur les championnats de Nouvelle-Zélande sur route élites, où il signe un top 10, et en contre-la-montre espoirs, qu'il finit 2e derrière Loggan Currie. 
Après un Tour des Émirats Arabes Unis sans histoires, il réalise sa première place d'honneur de la saison avec une 8e place sur la Nokere Koerse, après s'être extirpé du peloton dans les derniers kilomètres, en compagnie de Sep Vanmarcke et Florian Vermeesch. Trois jours plus tard, il réalise son premier podium sur une course .1, en étant seulement devancé par Axel Zingle sur la Classic Loire Atlantique. Il déclare que c'est un "très bon résultat", et qu'il est désormais tourné vers la prochaine course, Cholet-Pays de la Loire. Il signe alors sa première victoire avec la World Tour, après avoir accompagné puis déposé Alexis Vuillermoz lors d'un coup du kilomètre, puis résisté au peloton. Le jeune néo-zélandais félicite après-course son coéquipier Lewis Askey, qui a permis selon lui de remporter la course, et devient par la même occasion leader de la Coupe de France. 
Il rate cependant la prochaine manche, La Roue Tourangelle, à la suite d'une chute à l'entraînement à la veille de la course. Ses prochains rendez-vous avec la Coupe de France sont cependant décevants, n'obtenant pour meilleur résultat qu'une 43e place sur le Tro Bo Léon. Il ne retrouve une place d'honneur qu'en mai, en achevant le Circuit de Wallonie dans le top 5.
Pithie retrouve une très belle forme en août : après avoir été sélectionné pour le championnat du monde sur route élite qu'il ne finit pas, il réalise son premier top 5 sur une classique World Tour, en finissant 5e de la BEMER Cyclassics, remporté par Mads Pedersen. Sur la même lancée, il réalise un top 10 sur une autre course World Tour, en accrochant une 7e place sur la première étape du Renewi Tour, remportée par Jasper Philipsen. 
Il commence la fin de saison par une 5e place sur le Grand Prix d'Isbergues, suivie d'une participation au Tour du Luxembourg.

#### 2024: Cadel Evans Great Ocean Road Race
Présent en Australie pour le début de saison, il ne se contente que de quelques places d'honneurs sur le Tour Down Under ou la Surf Coast Classic, où il regrette notamment de "tourner autour du podium", mais remporte trois jours plus tard sa première victoire World Tour, en gagnant au sprint la Cadel Evans Great Ocean Road Race. Aligné sur Paris-Nice, il prend la tête du classement général le deuxième jour, avant de la céder le lendemain. Il réalise ensuite de bonnes performances dans les classiques pavées et termine notamment septième de Paris-Roubaix. Il fait ses débuts sur un grand tour lors du Tour d'Italie, mais sans décrocher de succès. Aux Jeux olympiques de Paris, il représente la Nouvelle-Zélande dans le contre-la-montre individuel et la course en ligne.

#### Depuis 2025: chez Red Bull-Bora-Hansgrohe
En 2025, il rejoint l'équipe World Tour Red Bull-Bora-Hansgrohe avec un contrat de trois ans. Le 2 février, il termine troisième de la Cadel Evans Great Ocean Road Race. En juillet, il participe à son premier Tour de France.

## Caractéristiques
Selon Nicolas Boisson, son entraîneur à la Continentale Groupama-FDJ, Pithie a des aptitudes pour des classiques. Ayant une bonne pointe de vitesse, il considère qu'elle n'est pas suffisante pour qu'il devienne un sprinteur mais il peut faire partie d'un train pour un sprinteur. Boisson le compare à Miles Scotson.

## Vie privée
Il a un frère, Campbell, membre de l'équipe St George Continental.

## Palmarès sur route

### Par années
- 2019
  - 2e du championnat d'Océanie du contre-la-montre juniors
  - 2e du championnat de Nouvelle-Zélande du contre-la-montre juniors
- 2020
  - 3e du championnat de Nouvelle-Zélande du contre-la-montre juniors
- 2021
  - 1re étape du New Zealand Cycle Classic (contre-la-montre par équipes)
  - Classement général du Baltic Chain Tour
  - 3e du Circuit de Wallonie
- 2022
  -  Champion de Nouvelle-Zélande sur route espoirs
  - 3e étape du Tour de Normandie
  - Grand Prix de la ville de Pérenchies
  - 2e du championnat de Nouvelle-Zélande du contre-la-montre espoirs
  - 3e du championnat de Nouvelle-Zélande sur route
  - 3e du New Zealand Cycle Classic
  - 3e du Grand Prix de Poggiana
- 2023
  - Cholet-Pays de la Loire
  - 2e du championnat de Nouvelle-Zélande du contre-la-montre espoirs
  - 2e de la Classic Loire-Atlantique
  - 5e de la Bemer Cyclassics
- 2024
  - Cadel Evans Great Ocean Road Race
  - 2e du Grand Prix d'Isbergues
  - 3e du championnat de Nouvelle-Zélande sur route
  - 3e du championnat de Nouvelle-Zélande du contre-la-montre
  - 7e de Paris-Roubaix
- 2025
  - 3e de la Cadel Evans Great Ocean Road Race

### Résultats sur les grands tours

#### Tour de France
1 participation
- 2025 : 89e

#### Tour d'Italie
1 participation
- 2024 : 103e

### Classements mondiaux
| Année                                 | 2021 | 2022 | 2023 | 2024 |
| ------------------------------------- | ---- | ---- | ---- | ---- |
| Classement mondial                    | 407e | 338e | 163e | 60e  |
| UCI Oceania Tour                      | 21e  | 26e  | 11e  | 5e   |
|                                       |      |      |      |      |
| Légende : nc = non classéSource : UCI |      |      |      |      |

## Palmarès sur piste

### Championnats du monde
| Édition / Épreuve                   | Omnium | Américaine |
| Francfort-sur-l'Oder 2019 (juniors) | Or     | Or         |

### Championnats nationaux
- 2019
  -  Champion de Nouvelle-Zélande de course aux points juniors
  - 2e du championnat de Nouvelle-Zélande de poursuite juniors
  - 3e du championnat de Nouvelle-Zélande de poursuite par équipes
  - 3e du championnat de Nouvelle-Zélande du kilomètre juniors
- 2020
  -  Champion de Nouvelle-Zélande de l'américaine (avec Tom Sexton)
  -  Champion de Nouvelle-Zélande de poursuite par équipes (avec Hugo Jones, Joshua Scott et Ryan MacLeod)
  -  Champion de Nouvelle-Zélande du kilomètre juniors
  -  Champion de Nouvelle-Zélande de vitesse par équipes juniors (avec Sebastian Lipp et Michael Ownsworth)
  -  Champion de Nouvelle-Zélande de poursuite juniors
  -  Champion de Nouvelle-Zélande de course aux points juniors
  -  Champion de Nouvelle-Zélande de l'omnium juniors
  - 2e du championnat de Nouvelle-Zélande du scratch juniors